# 双凸戟叶蓼
双凸戟叶蓼（学名：Polygonum biconvexum），为蓼科蓼属下的一个种。

## 扩展阅读
維基物種上的相關：双凸戟叶蓼